# 里井陸郎
里井 陸郎（さとい ろくろう、1914年12月21日 - 1980年4月10日）は、日本の歌人。日本文学研究者。

## 経歴
1914年（大正3年）大阪府泉佐野市に生まれる。高知高等学校文科乙類を卒業後、京都帝国大学文学部に進学。在学中、吉澤義則が立ち上げた歌誌『ハハキギ』の会員となり、交流を深めた。1938年（昭和13年）京都大学国語国文学専攻を卒業、同年、同志社中学校教諭。1942年（昭和17年）同志社大学予科講師、翌年同予科教授を経て、1948年に同志社大学教授。1975年（昭和50年）に『謡曲百番 観世流名曲選』を著した縁で、1979年（昭和54年）観世流名誉師範を授与される。1980年（昭和55年）4月10日、胆嚢癌のため死去。

## 交友関係
- 田中順二 - 『ハハキギ』が縁で交流を深めた歌人。田中が京都市内の中学校に赴任した際には自宅の隣の借家を用意した[3]。

## 著作
- 『新註中納言物語』1948年 河原書店
- 『近代文学選』（共著）1952年 同志社大学出版部
- 『日本文学研究入門-謡曲、狂言-』（共著） ミネルヴァ書房
- 『近代文学鑑賞』1954年 雄渾社
- 『近代文学ノート』1959年 雄渾社
- 『謡曲文学』1966年 河原書店
- 『英訳花伝書』（共著）1968年 住谷・篠部出版会
- 『謡曲百番 観世流名曲選 上・中・下』1970年 日本コロンビア